# Petar Fleković
Petar Fleković, serb. Петар Флековић (ur. 14 września 1932) – jugosłowiański (chorwacki) działacz komunistyczny, inżynier i menedżer, w latach 1978–1982 przewodniczący Rady Wykonawczej (premier) Socjalistycznej Republiki Chorwacji.

## Życiorys
Z wykształcenia inżynier specjalizujący się w fabrykach. Uzyskał także magisterium z ekonomii. Przez około 20 lat pracował w zakładach Jugoturbina w Karlovacu, do 1978 był w nich wicedyrektorem. Wstąpił do Związku Komunistów Jugosławii. Działał w ramach Związku Komunistów Chorwacji, od  1972 do 1978 wchodząc w skład jej komitetu centralnego. Podczas chorwackiej wiosny w 1971 opowiedział się przeciwko frakcji narodowej. Od 9 maja 1978 do maja lub lipca 1982 pozostawał przewodniczącym Rady Wykonawczej (premierem) Socjalistycznej Republiki Chorwacji. W latach 1982–1990 kierował spółką naftowo-gazową INA w Zagrzebiu, będącą wówczas największym pracodawcą w całej Jugosławii.
Współautor książki poświęconej Jugoturbinie.